# Tarmludd
Tarmludd (villi intestinales) är en typ av vävnad i tunntarmen, bestående av runt 0,5–0,6 millimeter höga villi, som upptar näringsämnen. Kapillärerna i villi upptar glukos och aminosyror genom epitelcellerna på villiväggarna; lymfkärl upptar på samma sätt fettsyror.
Om man har celiaki (glutenintolerans) blir tarmluddet skadat om man äter gluten.